# Подоляк Ірина Ігорівна
Іри́на І́горівна Подоля́к (нар. 2 травня 1967, Золочів, Львівська область) — українська політична діячка, колишня заступниця міністра культури, молоді та спорту. народний депутат України 8-го скликання, член фракції Самопоміч.

## Життєпис

### Освіта
У 1985–1990 навчалася на філологічному факультеті Львівського університету ім. І. Франка за спеціальністю «українська мова та література». Отримала диплом з відзнакою. У 1990–1993 рр. навчалася в аспірантурі цього ж університету. У 1998–2002 рр. здобула кваліфікацію юристки на правничому факультеті Львівського національного університету.

### Досвід роботи
Від 1984 року працювала вихователькою дитячого ясел-садка № 4 у Золочеві. Після закінчення аспірантури у Львові працювала у творчому об'єднанні «Центр Європи».
З 1994 року до 1998 року очолювала інформаційний відділ Львівського міськвиконкому.
У 1998–2002 роках працювала менеджеркою «Незалежного культурологічного часопису „Ї“» та координаторкою проєктів USAID у Львові.
З 2002 по вересень 2012 р. очолювала відділ закордонної співпраці управління інформаційної політики та зовнішніх відносин Львівської міської ради.
У вересні 2012 Подоляк призначено начальницею управління культури департаменту гуманітарної політики Львівської міської ради. Бувши на цій посаді, Подоляк відзначилася наміром «перейти на російську мову в публічному просторі», що викликало критичний резонанс.

### Політична діяльність
27 листопада 2014 року обрана народним депутатом України за виборчим округом № 116. У Верховній раді VIII скликання входила до фракції «Самопомочі». Від 4 грудня 2014 була першою заступницею голови Комітету ВРУ з питань культури і духовності.[джерело?]
З 27 листопада 2014 року — народний депутат України, обрана за виборчим округом № 116 (Львівська область). У Верховній раді VIII скликання входила до фракції «Самопомочі». 4 грудня 2014 Подоляк призначено першою заступницею голови Комітету Верховної Ради України з питань культури і духовності. Подоляк була ініціаторкою законопроєкту «Про внесення змін до деяких Законів України щодо запровадження контрактної форми роботи в галузі культури та конкурсної процедури призначення керівника державного чи комунального закладу культури» (№ 2669-д), що був негативно сприйнятий мистецькою громадськістю, але проголосований 240-ма депутатами. Авторка проєкту постанови про звільнення Кириленка з посади Віце-прем'єр-міністра України — Міністра культури України.
26 лютого 2014 ініціаторка акції «Львов говорит по-русски».
2019 року балотувалась до Верховної ради 9-скликання за виборчим округом № 116, але програла Миколі Княжицькому, набравши лише 5,06% голосів. 2 жовтня 2019 її було призначено на посаду заступниці міністра культури молоді і спорту.
4 лютого 2020 керівники Національних творчих Спілок України опублікували звернення до президента з проханням не допустити призначення Подоляк міністром культури. Зазначалося, що вона стала ініціатором скасування державної підтримки Національних творчих Спілок України, Всеукраїнського товариства «Просвіта» ім. Тараса Шевченка.
6 березня 2020 подала у відставку з посади заступниці міністра культури, молоді та спорту.

## Родина
Народилась у родині службовців, українка.
Донька — Подоляк Меланія-Марія Орестівна (1995 р. н.), навчалася у Львівському національному університеті ім. Івана Франка.